# راميرو ريوس
راميرو ريوس (بالإسبانية: Ramiro Ríos)‏ هو لاعب كرة قدم أرجنتيني في مركز الدفاع، ولد في 7 نوفمبر 1995 في مدينة سان انطونيو دي بادوا في الأرجنتين. لعب مع Club Deportivo Universidad de San Martín de Porres ‏.

## وصلات خارجية
- راميرو ريوس على موقع قاعدة بيانات كرة القدم.إي يو (الإنجليزية)
- راميرو ريوس على موقع Soccerway.com (الإنجليزية)